# Savoia-Marchetti SM.79 Sparviero
Савоя-Маркетті SM.79 «Спарвієро» (італ. Savoia-Marchetti SM.79 Sparviero) — італійський середній бомбардувальник і торпедоносець, що перебував на озброєнні військово-повітряних сил Італії, Іспанії та Румунії за часів Другої світової війни.
Літак, що розроблявся компанією SIAI-Marchetti, мав три двигуни та збірну металево-дерев'яну конструкцію класичного низькоплана. Спочатку SM.79 замислювався, як швидкісний пасажирський літак, однак конструкція була настільки вдалою, що ним зацікавилися італійські військові, моноплан був модернізований у середній бомбардувальник, й свого часу встановив 26 світових рекордів, як найшвидший середній бомбардувальник у світі.
Вперше у бойових умовах SM.79 «Спарвієро» застосовувався у часи Громадянської війни в Іспанії. У Другій світовій війні він діяв практично на усіх театрах війни, де боролися італійська армія та флот. Зокрема, був дуже популярним, як торпедоносець на Середземноморському театрі воєнних дій і став найвідомішим італійським літаком Другої світової війни. Серед італійських льотчиків здобув прізвисько «чортів горбань» (італ. Gobbo Maledetto).

## Історія створення

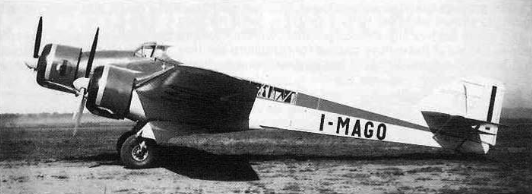
Перший прототип пасажирського SM.79

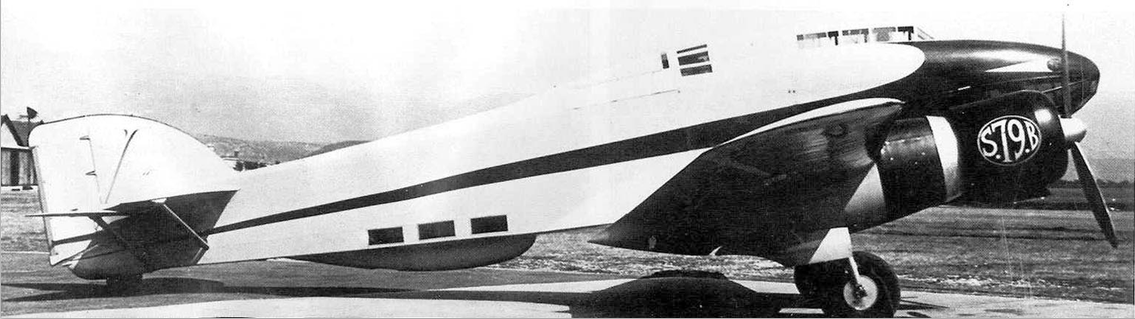
Прототип воєнного варіанту SM.79B.

В 1934 році в компанії SIAI-Marchetti команда інженерів під керівництвом Алессандро Маркетті на базі пасажирського S.73 почала розробку відразу двох нових літаків — бомбардувальника (майбутнього SM.81 Pipistrello) і нового пасажирського. Останній мав перевозити більше 8 пасажирів, а також брати участь в перегонах літаків між європейськими авіавиробниками. Цей літак отримав позначення SM.79.
Порівняно з попередником літак отримав висувне шасі, а також аеродинамічніший фюзеляж. Конструкція залишалась змішаною — крила були дерев'яними, а фюзеляж металевим. Перший прототип з двигунами Piaggio P.XI RC40 потужністю 610 к.с. піднявся в повітря 8 жовтня 1934 року. До квітня 1935 року двигуни були замінені на Alfa Romeo 125 RC35 потужністю 680 к.с. В цей ж час почалась розробка воєнного варіанта для участі в конкурсі від командування Regia Aeronautica. Воєнний літак отримав позначення SM.79B і мав стати двомоторним, але проєкт був відхилений комісією. Натомість Regia Aeronautica замовила 24 SM.79 в тримоторному варіанті.
Перший з поставлених для армії SM.79 піднявся в повітря 24 липня 1936 року. Відразу після командування видало замовлення на серійне виробництво, і до 1943 року було виготовлено 1349 літаків для італійської армії.

## Основні модифікації

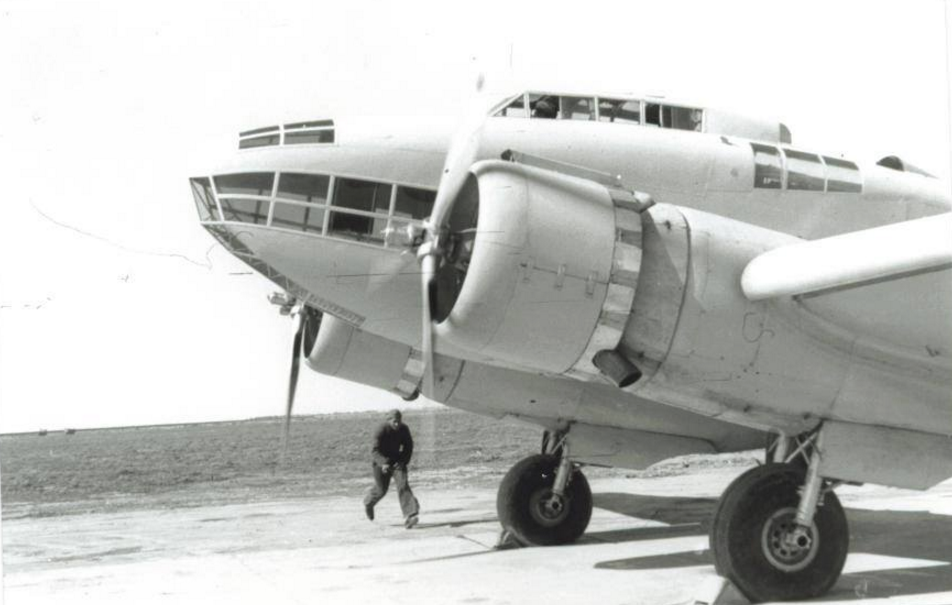
Двомоторний SM.79B.

- SM.79 — оснащувався двигунами Alfa Romeo 126 RC34 потужністю 780 к.с. (на перших літаках ще стояли Alfa Romeo 125 RC35). Озброєння складалось з одного курсового 12,7-мм кулемета в верхній частині фюзеляжу, ще по одному 12,7-мм кулемету в верхній і нижній установках, і один переносний 7,7-мм кулемет для стрільби з бокових вікон. Маса бомбового навантаження — 1250 кг.
  - SM.79K — експортний варіант для Югославії.
  - SM.79T — транспортний експортний варіант для Бразилії. (3 екз.)
- SM.79bis — оснащувався двигунами Alfa Romeo 128 RC18 потужністю 860 к.с. і більшими паливними баками. Випускався з кінця 1942 року.
- SM.79B — двомоторний варіант літака. Виготовлявся на експорт в двох варіантах:
  - SM.79B (для Іраку) — оснащувався двигунами Fiat A.80 RC41 потужністю 1000 к.с. (5 екз.)
  - SM.79B (для Румунії) — оснащувався двигунами IAR 14K-II C32 (ліцензійна копія Gnome-Rhône 14K) потужністю 900 к.с. Також 12,7-мм кулемети замінені на 13,2-мм.(24 екз.)
- SM.79JR — двомоторний варіант для Румунії з німецькими двигунами Jumo 211. Будувався в декількох варіантах:
  - JIS.79B — двигуни Jumo 211Da потужністю 1200 к.с. Виготовлявся в Італії.(8 екз.)
  - JRS.79B — JIS.79B виготовлений за ліцензією в Румунії.(36 екз.)
  - JRS.79B-1 — двигуни Jumo 211F потужністю 1380 к.с. Бомбове навантаження зросло до 1575 кг. Виготовлявся в Румунії.(36 екз.)

## Тактико-технічні характеристики

Схематичне зображення середнього бомбардувальника Савоя-Маркетті SM.79 «Спарвієро»

|                       |                       | S.79                    | S.79bis                 | S.79B              | JRS.79B        |
| --------------------- | --------------------- | ----------------------- | ----------------------- | ------------------ | -------------- |
| Довжина               | Довжина               | 15,6 м                  | 16,2 м                  | 16,2 м             | 16,88 м        |
| Висота                | Висота                | 4,1 м                   | 4,1 м                   | 4,1 м              | 4,1 м          |
| Розмах крил           | Розмах крил           | 21,18 м                 | 21,18 м                 | 21,18 м            | 21,18 м        |
| Площа крил            | Площа крил            | 61,0 м²                 | 61,0 м²                 | 61,0 м²            | 61,0 м²        |
| Маса                  | пустого               | 6800 кг                 | 7770 кг                 | 6950 кг            | 7200 кг        |
| Маса                  | спорядженого          | 10 500 кг               | 11 400 кг               | 11 180 кг          | 11 785 кг      |
| Двигуни               | Двигуни               | 3 × Alfa Romeo 126 RC34 | 3 × Alfa Romeo 128 RC18 | 2 × Fiat A.80 RC41 | 2 × Jumo 211Da |
| Потужність            | Потужність            | 3 × 780 к. с.           | 3 × 860 к. с.           | 2 × 1000 к. с.     | 2 × 1200 к. с. |
| Максимальна швидкість | Максимальна швидкість | 430 км/год              | 460 км/год              | 450 км/год         | 444 км/год     |
| Дальність польоту     | Дальність польоту     | 2000 км                 | 2800 км                 | 1800 км            | 1700 км        |
| Практична стеля       | Практична стеля       | 7000 м                  | 6800 м                  | 6800 м             | 7100 м         |
| Швидкість підйому     | Швидкість підйому     | 5,6 м/c                 |                         |                    |                |

## Історія використання

### Італія

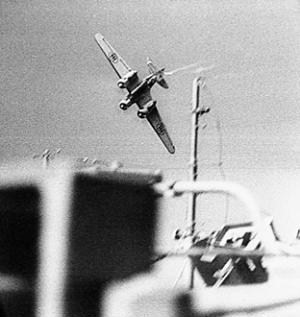
SM 79 атакує мальтійські конвої.

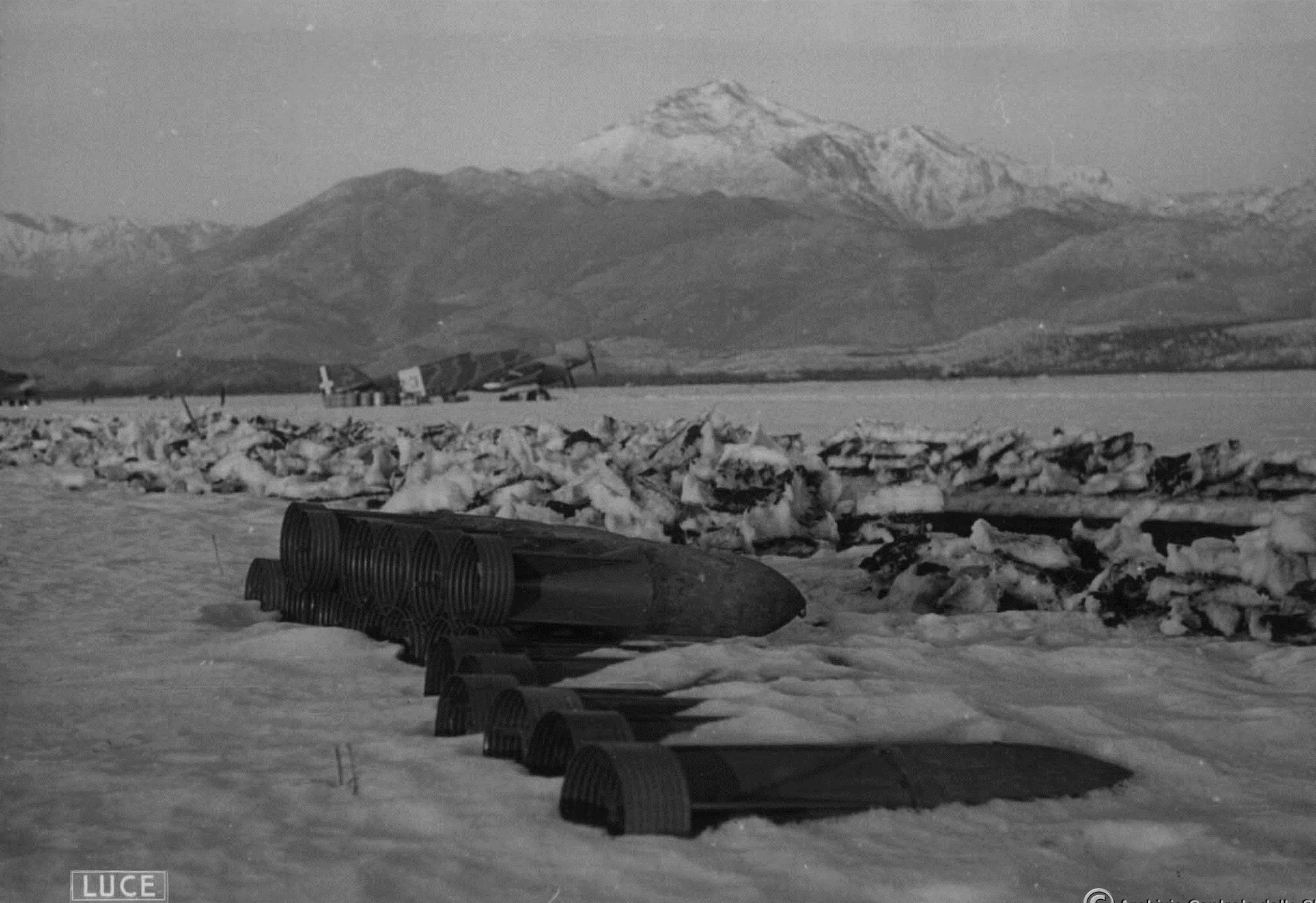
S.79 в Албанії. Зима 1941 року.

Перші SM.79 надійшли на озброєння до 12-го стормо восени 1936 року, в січні 1937 року три літаки цього загону були відправлені на Майорку для участі в громадянській війні в Іспанії. Через деякий час в Іспанії вже діяла повна 39-та група SM.79. Її залучали до бомбардувань іспанських міст, найвідоміше з яких — бомбардування Герніки 26 квітня 1937 року. 21 травня п'ять SM.79 пошкодили республіканський лінкор «Хайме I», а з червня ціллю для 39-ї групи стало місто Більбао. В серпня 1937 року перший SM.79 був переданий франкістам. В Іспанії воювали також 27-а і 30-а групи, а загалом до Іспанії надійшли 99 SM.79 які здійснили більше 2500 бойових вильотів. Після закінчення війни в франкістів залишилось 61 SM.79, якими були оснащені 11-й і 12-й бомбардувальні полки. Останній іспанський SM.79 був списаний аж 1954 року.
До початку Другої світової SM.79 став основним бомбардувальником Regia Aeronautica. Ними було озброєно 14 стормо і одна окрема група, загалом 612 літаків. Першим бойовим вильотом в новій війні для SM.79 став бомбардувальний наліт на порт Мальти. 12 червня 21 SM.79 32-го стормо бомбардував Бізерту, а на наступний день в бомбардуваннях в Тунісі взяли участь вже 50 літаків. 9-й і 46-й стормо 13-14 червня бомбили французький флот біля Рів'єри. 21 червня 9 SM.79 бомбили Марсель, і це був останній бойовий виліт проти Франції.
В Лівії перебувало 4 стормо з SM.79, які здійснювали бойові вильоти проти цілей в Єгипті, а восени 1940 року підтримували наступ італійських військ завдаючи ударів по Мерса-Матрух, Сіді-Баррані і Соллумі. Окрім стратегічних бомбардувань, літаки діяли прямо над полем бою, де SM.79 скидали бомби на укріплені позиції, деколи і на одиниці техніки. До жовтня, коли наступ захлинувся, було втрачено 20 SM.79, ще 17 не підлягали відновленню. Такі втрати заставили командування вивести 33-ій стормо в Італію, а на заміну йому було перекинуто 41-й стормо. Коли, британська армія почала контрнаступ, в Лівії перебувало 120 SM.79, з них тільки 80 боєготових. Вони завдавали ударів по колонах противника, але самі зазнавали втрат, і до квітня 1941 року в Лівії залишився тільки один 8-й стормо, всі інші були виведені.
В східній Африці в 1940 році було тільки дві групи SM.79 — 44-а і 28-а. Пізніше два SM.79 з цих груп будуть захоплені і включені в ВПС Південної Африки, де використовуватимуться як транспортні.
В італо-грецькій війні брав участь тільки один стромо з SM.79 — 46-й. 1 листопада 1940 року 10 SM.79 цього стормо бомбили Салоніки, надалі він залучався до більшості бомбардувальних місій італійських ВПС в цій війні.

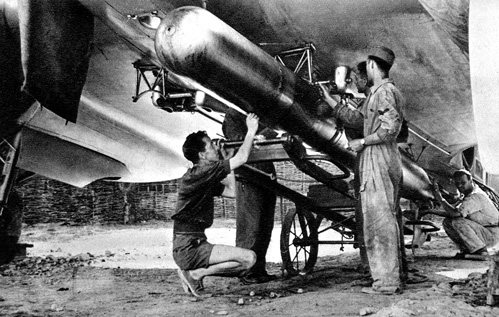
Закріплення торпеди під SM.79

Як торпедоносець SM.79 отримав бойове хрещення 8 липня 1940 року, коли літаки 10-го стормо атакували крейсер «Глостер», і хоча прямого попадання досягнуто не було, в результаті близьких вибухів корабель був пошкоджений, а частина екіпажу, включаючи капітана, загинули. Вночі 18 вересня 1940 року два SM.79 добились прямого попадання в крейсер «Кент», що вивело його з строю на рік. 14 жовтня було пошкоджено крейсер «Ліверпуль», а 3 грудня — «Глазго». В наступні роки торпедоносні SM.79 пошкодили чи потопили ще декілька крейсерів, а коли 10 липня 1943 року почалась висадка союзників на Сицилії, SM.79 здійснили близько 70 бойових вильотів і змогли пошкодити авіаносець «Індомітебл» і потопити декілька транспортних суден.
Після капітуляції Італії в ВВС Італійської соціальної Респуліки було створено групу «Бускалья» з SM.79 на озброєнні. 10-11 квітня 1944 року вона завдавала бомбових ударів по десантних кораблях союзників біля Анціо. 5-6 червня SM.79 бомбили Гібралтар, а загалом до 25 квітня 1945 року група «Бускалья» брала участь в 14 бойових операціях.
Під контролем союзників залишилось 29 боєздатних SM.79, які було переведено до 3-го транспортного стромо, в складі якого вони служили і в післявоєнні роки.

### Інші країни

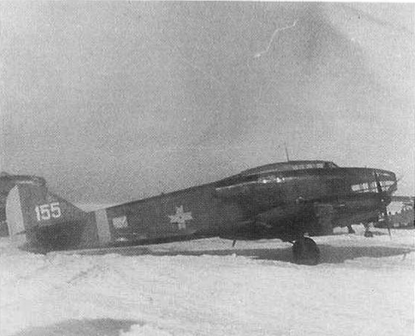
Румунські JRS.79B

ВПС Югославії в 1938-39 роках закупила декілька SM.79K, які надійшли на озброєння 7-го бомбардувального полку і 81-ї окремої групи. Більшість цих літаків було знищено в перші дні війни німецькими бомбардуваннями. Нечисленні вцілілі літаки завдавали ударів по італійських військах в Албанії. Німеччина змогла захопити тільки один югославський SM.79, ще чотири літаки перелетіли в Єгипет, а один в Угорщину. В Єгипті SM.79 були включені в склад ВПС Великої Британії як транспортні. 1942 року Угорщина обміняла свій SM.79 на два Fiat CR.42 в Італії.
ВПС Румунії свої SM.79B включали до складу 1-ї бомбардувальної групи, яка брала участь в боях проти Радянського Союзу в Україні. Після початку надходжень JRS.79B, ними було також переозброєно 2-гу групу. Коли Румунія перейшла на сторону союзників, боєздатними ще залишались 27 JRS.79B/B-1. Їх було включено в 72-у і 82-у ескадрилії, які воювали проти вермахту аж до травня 1945 року. 8-травня в строю залишалось ще 17 JRS.79B, які було переобладнано в транспортні.
ВПС Лівану купили 4 транспортні SM.79 в 1949 році. В ВПС Лівану вони прослужили аж до 1960 року.